# Benedict Anderson
Benedict Richard O'Gorman Anderson (26 tháng 8 năm 1936) là tác giả của một trong những khái niệm quan trọng nhất về địa chính trị, về lý thuyết rằng dân tộc là "cộng đồng tưởng tượng", là hội viên Guggenheim và thành viên của Học viện Mỹ thuật và Khoa học Mỹ.

## Tiểu sử
Anderson sinh ra tại Côn Minh, Trung Quốc vào năm 1936. Ông là anh trai của nhà lý luận chính trị của Perry Anderson và một công dân Ai Len, cha ông là một quan chức Hải quan của Hoàng gia, ông lớn lên ở California và Ireland. Học tập một thời gian ngắn dưới sự hướng dẫn của Eric Hobsbawm, Anderson đã tốt nghiệp cử nhân về Nghệ thuật cổ điển ở Đại học Cambridge vào năm 1957. Ông chuyển sang Đại học Cornell từ năm 1958 để nghiên cứu bậc tiến sĩ về Indonesia, chịu nhiều ảnh hưởng từ George Kahin, John Echols và Claire Holt.
Anderson hoàn thành luận án tiến sĩ nhan đề: Cách mạng Pemuda: Chính trị Indonesia, 1945-1946 vào năm 1967 và giảng dạy trong khoa Chính phủ tại Đại học Cornell cho đến khi nghỉ hưu vào năm 2002. Làm biên tập viên của tạp chí liên ngành Indonesia từ năm 1966 đến 1984, Anderson đã nghiên cứu các chủ đề đa dạng như Chính phủ Indonesia, chính trị và quan hệ quốc tế, quyền con người, và vai trò của nó ở Đông Timor.

## Quan điểm
Như một chuyên gia về Đông Nam Á, các cuộc xung đột quân sự giữa Campuchia, Việt Nam và Trung Quốc vào cuối những năm 1970 đã kích thích ông phân tích tầm quan trọng, và sức hấp dẫn chính trị, đối với nền chính trị của chủ nghĩa dân tộc. Kết quả là tác phẩm Cộng đồng tưởng tượng - Suy nghĩ về nguồn gốc và sự lan truyền của chủ nghĩa dân tộc được xuất bản vào năm 1983 và tái bản có sửa chữa vào năm 1991, chủ yếu là các tiếp cận mang tính lý thuyết. Anderson lập luận tư tưởng Mác-xít đã không bỏ qua chủ nghĩa dân tộc, mà đúng hơn, "chủ nghĩa dân tộc đã chứng tỏ là một ngoại lệ khó chịu cho lý thuyết Mác-xít, và vì vậy mà đa phần được kếp hợp hơn là đối đầu".
Cộng đồng tưởng tượng là một nỗ lực để thực hiện hoà giải các lý thuyết của chủ nghĩa Mác và chủ nghĩa dân tộc và đối phó những gì được Anderson mô tả như một môi trường chênh lệch cho việc đánh giá về dân tộc. Từ những nghiên cứu trường hợp của chủ nghĩa thực dân ở châu Mỹ La Tinh và Indonesia, Anderson đề xuất định nghĩa sau đây về dân tộc: "nó là một cộng đồng chính trị tưởng tượng và tưởng tượng vốn dĩ cả về giới hạn lẫn chủ quyền".